# Paolo Filippo Bragaglia
Paolo Bragaglia (Recanati, 1º luglio 1965) è un musicista e compositore italiano.

## Biografia
Paolo F. Bragaglia inizia la propria attività di musicista negli anni '80 come chitarrista partecipando alla prolifica scena new wave italiana e delle Marche con i gruppi Dagon, i Tzar's Re-Vox, i 3B Unit. È in questo periodo che inizia il suo interesse per strumenti come sintetizzatori e drum machine, dedicandosi in seguito sempre più a strumenti elettronici di natura analogica e digitale.
Negli anni '90 realizza diverse colonne sonore per cortometraggi e video che verranno poi pubblicati nel 2002 dalla milanese FridgeZone nel CD dal titolo Kinomuziq. Il disco che vede la partecipazione anche di Steve Piccolo dei Lounge Lizards in alcuni brani, comprende fra le altre cose colonne sonore realizzate per autori come Paolo Doppieri e Beniamino Catena.
Nel 1999 esce il suo primo disco solista dal titolo Magnum Chaos per FridgeZone. L'album, strumentale, molto personale e di difficile collocazione stilistica, vedeva in alcuni suoi brani il violino di Mauro Pagani o la partecipazione di Oliviero de Quintajé.
Il 30 novembre 2002 venne presentato l'album Mensura (Fridge Zone, 2002) al Teatro comunale di Treia in una serata che sancì la collaborazione con Monica Demuru alla voce e vede al basso Matteo Moretti e David Cervigni alle percussioni. Dal brano Doppler effect venne realizzato il videoclip diretto da Paolo Doppieri mentre le immagini del tour che seguì il disco furono curate da Monaldo Moretti.
Dal 2006 Bragaglia cura la direzione artistica del festival di musica elettronica Acusmatiq che si tiene alla Lazzaretto di Ancona e che ha visto la partecipazione di artisti come Thomas Brinkmann, Chris Cutler, ZAPRUDER filmmakersgroup, Gianpaolo Antongirolami, Fennesz, Luca Miti, Francesco Fuzz Brasini, Otolab, Roberto Paci Dalò, Robert Lippok, Howie B, Mouse on Mars, Biosphere, Chris & Cosey, costola dei Throbbing Gristle e la realizzazione del Museo Temporaneo del Synth Marchigiano all'interno del festival nelle edizioni del 2008 e 2009.
Nel 2010 Paolo F. Bragaglia fonda il duo Synusonde assieme al pianista ravennate Matteo Ramon Arevalos realizzando nel 2011 l'album Yug che mescola sonorità legate alla musica contemporanea con l'elettronica. L'album che esce per la Minus Habens Records vanta collaborazioni con Massimo Simonini e con l'ondista francese Bruno Perrault.
Negli anni successivi realizza e collabora ad altre colonne sonore per film e documentari e tra questi il film d'animazione Robin Hood (2014)  e per il cortometraggio Pene e Cruditè - Nude and Crude di Mario Addis, per il documentario Behind the Urals - The Nightmare Before Chernobyl (2015) di Alessandro Tesei e per l'opera prima di Beniamino Catena intitolato Io sono Vera (2020).

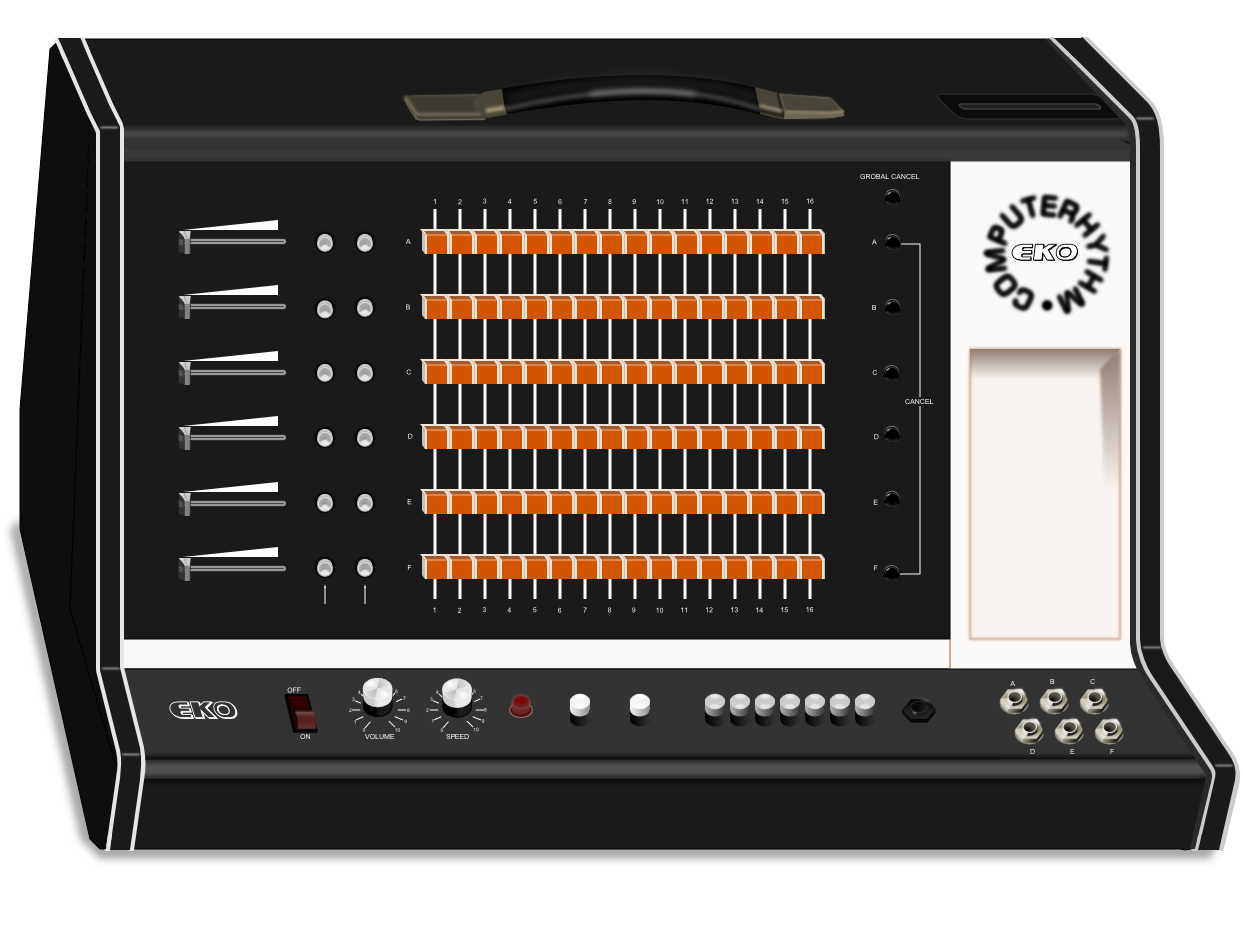
La Eko Computerythm usata anche nei concerti del progetto di Bragaglia e Ticino, MacchineNostre

Nel 2018 Paolo F. Bragaglia fonda assieme ad altri musicisti ed appassionati di sintetizzatori e batterie elettroniche il Museo del Synth Marchigiano ed Italiano. Prende così corpo un lavoro sul territorio volto alla riscoperta di quegli strumenti musicali che tanto caratterizzarono la musica internazionale tra gli anni '60 e gli anni '80, perlopiù costruiti nel Distretto degli strumenti musicali di Castelfidardo – Loreto – Recanati, divenendo anche meta di tutti quei musicisti di musica elettronica che lavorano con questi strumenti, riattualizzandone le sonorità. Nasce in questo contesto il progetto musicale MacchineNostre che vede in duo Paolo F. Bragaglia ed Agostino Maria Ticino come braccio esecutivo del museo, impegnati nel mescolare i vecchi strumenti con i nuovi suoni. Tra i concerti da loro eseguiti va ricordato quello in cui aprirono il concerto dei Clock DVA del 16 dicembre 2017, iniziando ad usare uno dei rari esemplari della storica batteria elettronica della EKO chiamata Eko Computerythm, oppure quello del 1 luglio 2022 al MayDay Festival di Sant'Elpidio a Mare, dove sono sul palco assieme a Boosta dei Subsonica ed al musicista tedesco di musica elettronica sperimentale Hainbach.
Nel 2021 esce l'albm a nome Paolo Bragaglia & Ganzfeld Frequency Test intitolato The Man from the Lab (Minus Habens Records), in cui il musicista propone un immaginario elettronico, una "colonna sonora mentale" che si propone come musica per una serie televisiva realizzata in un mondo dispotico di una dimensione alternativa. L'album propone così sonorità contaminate dalla new wave inglese della fine degli anni 70 che dialogano con suoni elettronici contemporanei'.

## Discografia

### Discografia solista
- 1999 – Magnum Chaos (CD album, FridgeZone)
- 2002 – Kinomuziq (CD collection, FridgeZone)
- 2003 – Mensura (CD album, FridgeZone)
- 2004 – Deuterotipi (CDr, Spazio Obraz)
- 2004 – “PPP” Perenni Psichiche Pulsazioni (CD + libro, Palazzo Venezia)
- 2006 – Mystère du Printemps (CD album, Minus Habens Records)
- 2008 – Urban Beauty Show-original soundtrack (CD, Minus Habens Records)

Singoli solista
- 2006 – Dazzling Beat (CD, Minus Habens Records)
- 2007 – Uh-Oh (7" picture disk, Minus Habens Records)

### Con i Synusonde
- 2011 – Yug (CD album – Minus Habens Records)

### Come Paolo F. Bragaglia & Ganzfeld Frequency Test
- 2021 - The Man from the Lab (CD album – Minus Habens Records)

### Compilation
- 1999 - Schlecht Und Ironisch – Laibach Tribut – con il brano Mars (CD compilation, Radio Luxor)
- 2000 - Electronic Shark - con i brani Lous e Atra Silva (CD, Paul & Shark Yachting)
- 2015 - 391 - Vol.1 Marche - Voyage Through The Deep 80s Underground In Italy (CD, Spittle Records)